# بودانيلكانثا
بلدية بودانيلكانثا، تقع في مقاطعة كاتماندو التابعة لمديرية باجماتي قبل أن يتم دمجها في مدينة بودهانيلكانثا ( إلى جانب قرى تشابالي بهادراكالي، ماهانكال، بيشنو، تشونيهل وكابان). وفقًا لإحصاء عام 2011 بلغ عدد سكانها 15,421 نسمة..

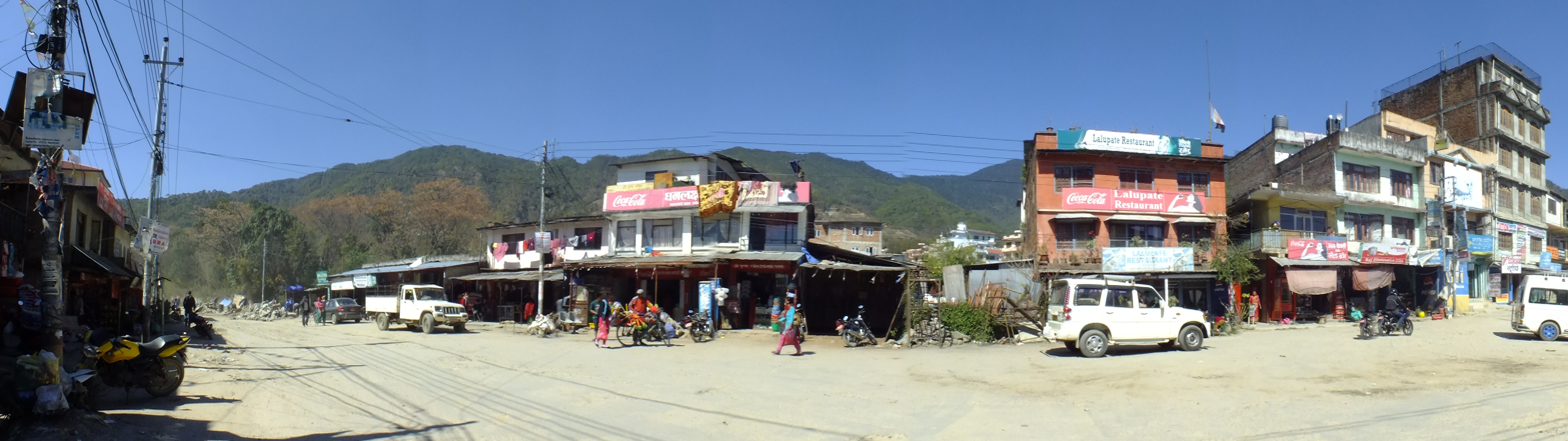